# Chaminé vulcânica

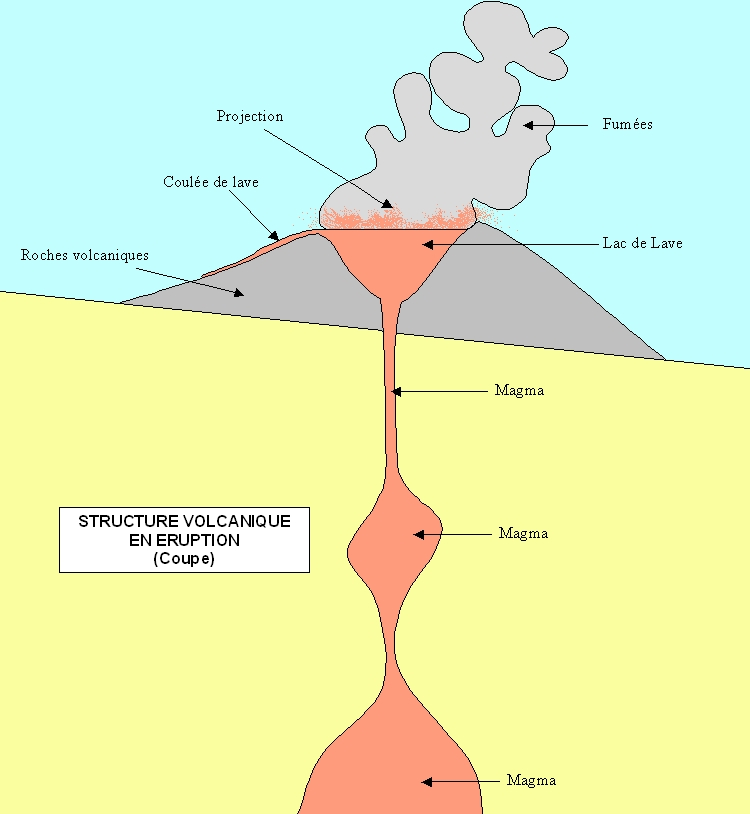
Estructura conceptual de um vulcão em erupção (com a chaminé vulcânica a vermelho).

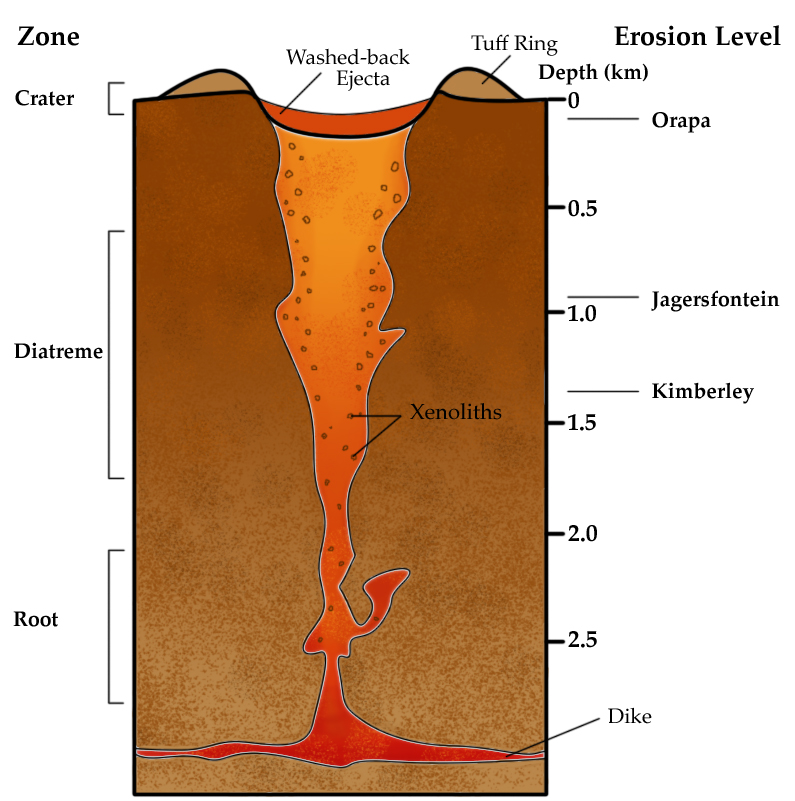
Estrutura de uma chaminé de kimberlito.

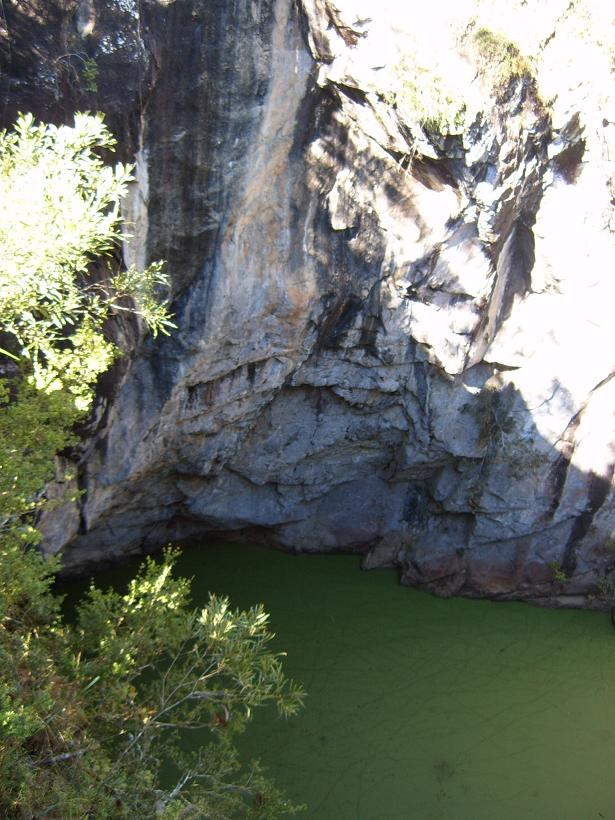
A cratera de Hypipamee National Park, Meseta Atherton, Queensland, Austrália, o resto de uma chaminé com cerca de 100 m de largura.

Uma chaminé vulcânica é o duto ou canal por onde escapam os gases e o magma que vêm do interior da câmara magmática ou das estruturas do manto, pondo o magma em comunicação com o exterior. A chaminé é uma das partes constituintes essenciais do vulcão.

## Descrição
São conhecidas duas classes de chaminés vulcânicas: (1) as mais comuns, que comunicam com uma câmara magmática situada dentro da crosta terrestre, estabelecendo uma comunicação entre a câmara e a superfície; e (2) as chaminés que comunicam diretamente com o manto, estabelecendo uma comunicação direta entre as estruturas metálicas superiores e a superfície, sem a intermediação de uma câmara magmática.

3 é o que dizemos que é a saída chaminé de um vulcão

### Com câmara magmática
Dependendo do tipo de magma, as erupções criam diferentes tipos de cones vulcânicos, podendo criar edifícios vulcânicos de grande envergadura.
O tipo de rocha que forma o edifício condiciona a acção da erosão e a meteorização. Os cones de cinzas são desgastados em relativo pouco tempo, o que não sucede com outros tipos de vulcões, particularmente com aqueles que expulsam lava líquida, a qual produz rochas com uma resistência à erosão similar à das chaminés. Conforme o processo erosivo progride, a rocha que ocupa a chaminé, mais resistente, pode permanecer erecta sobre o terreno circundante muito depois de ter desaparecido o cone que a continha. Estas estruturas, restos de chaminés dissecadas pela erosão, são denominadas agulhas vulcânicas ou pitões.

### Sem câmara magmática
As chaminés vulcânicas não associadas a uma câmara magmática, conhecidas por diatremas, são estruturas geológicas subterrâneas formadas por violentas erupções vulcânicas de origem profunda, em geral mantélica, durante as quais os materiais são ejectados a velocidades supersónicas.
Estes vulcões têm a sua origem a profundidades pelo menos três vezes maiores que a maioria dos vulcões com câmara magmática associada, razão pela qual a composição química dos materiais extrudidos é muito diferente da que ocorre no vulcanismo associado a câmaras magmáticas crustais. Nestes, o magma que é empurrado para a superfície dá origem a lavas que apresentam uma alta concentração de magnésio e de compostos voláteis, como água e dióxido de carbono.
As elevadas velocidades de emissão destas lavas resulta da rápida libertação de compostos voláteis que passam para a fase gasosa à medida que o magma se eleva em diracção à superfície e diminui a sua pressão interna. Esta expansão súbita impulsiona o magma para cima, ao longo do gradiente negativo de pressão, a velocidade cada vez maior, resultando numa erupción superficial supersónica. Uma analogia útil é o que acontece quando se retira a rolha de uma garrafa de champanhe agitada.
Terminada a erupção, estas chaminés apresentam uma morfologia característica, com a parte mais próxima da superfície formada por um estreito cone de magma profundo solidificado, frequentemente descrito como em "forma de cenoura". Esta solidificação dá geralmente origem a uma grande percentagem de kimberlito ou lamproíto, os dois tipos de rocha característicos destas formações. A composição destas rochas mostra que a fonte desses vulcões é o magma profundo, originado numa região rica em magnésio.
Este tipo de chaminé vulcânica, relativamente raro, é a fonte primária de diamantes naturais e consoante o tipo de material emitido, e por essa via de rocha formada, apresenta características distintas:
- Chaminés de kimberlito — em tubos de kimberlito, a erupção ejeta uma coluna de material que recai diretamente sobre a coluna de magma, não formando, ao contrário do que ocorre nos vulcões típicos, um cone elevado acima do solo. Em vez disso, a retracção do magma no termo da erupção forma uma depressão em forma de taça, cercada à superfície por um anel pouco elevado de material piroclástico ejetado, conhecido por anel de tufo. Com o tempo, este anel pode ser erodida e o tufo cai na depressão, nivelando-a ao ser preenchido com o material arrastado. Os tubos de kimberlito são a principal fonte de produção comercial de diamantes e também contêm outras pedras preciosas e smipreciosas, como granadas, espinélios e peridotos.
- Chaminés de lamproíto — são similares às chaminés de kimberlito, exceto que a água fervente e os compostos voláteis contidos no magma provocam um efeito corrosivo sobre a rocha subjacente, produzindo um cone de rocha ejectada mais amplo, formando um anel de tufos de maior dimensão do que tipicamente ocorre em erupções de kimberlito. Este cone é então preenchido com o material ejectado, em particular com cinzas vulcânicas. Finalmente, o magma desgaseificado é empurrado para cima, preenchendo o cone. O resultado é um depósito em forma de taça, formando um cone invertido de material vulcânico (magma solidificado e piroclastos ejetados) com uma base quase plana à superfície.